# Gabriella di Monaco
Gabriella di Monaco (nome completo in francese Gabriella Thérèse Marie; La Colle, 10 dicembre 2014) è una principessa monegasca.

## Biografia

### Nascita e battesimo
La principessa Gabriella è nata con parto cesareo alle 17:04 del 10 dicembre 2014 all'Ospedale Principessa Grace, due minuti prima del gemello Giacomo. In loro onore furono sparati 42 colpi di cannone e le campane delle chiese e le sirene delle barche del principato suonarono per quindici minuti.
Il giorno dopo il padre Alberto II riannunciò la nascita dei figli in un videomessaggio, ringraziando per le felicitazioni a lui giunte per poi affermare che "queste nascite rafforzano il sentimento di comunità che ci unisce". Le fu anche conferito il titolo di contessa di Carladès.
I gemelli furono presentati al pubblico il 7 gennaio 2015. Il 10 maggio ricevettero il battesimo nella cattedrale dell'Immacolata Concezione da Bernard Barsi. Ebbe come padrino lo zio Gareth Wittstock e come madrina Nerine Winter, moglie di François Pienaar, un amico di lunga data di sua madre. Ricevette i seguenti nomi:
- Gabriella, in onore di Yolande Martine Gabrielle de Polastron, ma con una "a" finale in riferimento all'Italia;
- Thérèse, in onore di Thérèse de Polignac (1916-2014), cugina di suo nonno Ranieri III;
- Marie.

### Educazione
Nel 2018 entrò a La Petite École, scuola materna privata sul porto d'Ercole. Dal 2019 al 2021 ha frequentato l'École Stella, una scuola pubblica di La Condamine. Dall'autunno dello stesso anno è iscritta in una scuola cattolica privata, l'Institution François d'Assise-Nicolas Barré a Monaco Vecchia.

## Titoli e trattamento

Monogramma di Gabriella

- 10 dicembre 2014 (17:04) - 10 dicembre 2014 (17:06): Sua Altezza Serenissima, la principessa ereditaria di Monaco
- 10 dicembre 2014 - 11 dicembre 2014: Sua Altezza Serenissima, la principessa Gabriella di Monaco
- 11 dicembre 2014 - attuale: Sua Altezza Serenissima, la principessa Gabriella di Monaco, contessa di Carladès

## Ascendenza
|                           |                          |                                   | Genitori                 |  |  | Nonni |  |  | Bisnonni                 |  |  | Trisnonni                          |  |
|                           |                          |                                   |                          |  |  |       |  |  | Conte Pierre de Polignac |  |  | Conte Maxence Melchior de Polignac |  |
|                           |                          |                                   |                          |  |  |       |  |  | Conte Pierre de Polignac |  |  | Conte Maxence Melchior de Polignac |  |
|                           |                          | Susana Mariana de la Torre y Mier |                          |  |  |       |  |  | Conte Pierre de Polignac |  |  |                                    |  |
| Ranieri III di Monaco     |                          |                                   |                          |  |  |       |  |  | Conte Pierre de Polignac |  |  |                                    |  |
|                           |                          | Charlotte di Monaco               | Luigi II di Monaco       |  |  |       |  |  |                          |  |  |                                    |  |
|                           |                          | Charlotte di Monaco               | Luigi II di Monaco       |  |  |       |  |  |                          |  |  |                                    |  |
|                           |                          | Charlotte di Monaco               | Marie-Juliette Louvet    |  |  |       |  |  |                          |  |  |                                    |  |
| Alberto II di Monaco      |                          | Charlotte di Monaco               |                          |  |  |       |  |  |                          |  |  |                                    |  |
|                           |                          | John Brendan Kelly                | John Henry Kelly         |  |  |       |  |  |                          |  |  |                                    |  |
|                           |                          | John Brendan Kelly                | John Henry Kelly         |  |  |       |  |  |                          |  |  |                                    |  |
|                           |                          | John Brendan Kelly                | Mary Anne Costello       |  |  |       |  |  |                          |  |  |                                    |  |
| Grace Kelly               |                          | John Brendan Kelly                |                          |  |  |       |  |  |                          |  |  |                                    |  |
|                           |                          | Margaret Katherine Majer          | Carl Majer               |  |  |       |  |  |                          |  |  |                                    |  |
|                           |                          | Margaret Katherine Majer          | Carl Majer               |  |  |       |  |  |                          |  |  |                                    |  |
|                           |                          | Margaret Katherine Majer          | Margaretha Berg          |  |  |       |  |  |                          |  |  |                                    |  |
| Gabriella di Monaco       |                          | Margaret Katherine Majer          |                          |  |  |       |  |  |                          |  |  |                                    |  |
|                           | Dudley Kenneth Wittstock | Heinrich Carl Wittstock           |                          |  |  |       |  |  |                          |  |  |                                    |  |
|                           | Dudley Kenneth Wittstock | Heinrich Carl Wittstock           |                          |  |  |       |  |  |                          |  |  |                                    |  |
|                           | Dudley Kenneth Wittstock | Olive Florence Caldwell           |                          |  |  |       |  |  |                          |  |  |                                    |  |
| Michael Kenneth Wittstock | Dudley Kenneth Wittstock |                                   |                          |  |  |       |  |  |                          |  |  |                                    |  |
|                           |                          | Sylvia Fagan Nicolson             | Henry Nicolson           |  |  |       |  |  |                          |  |  |                                    |  |
|                           |                          | Sylvia Fagan Nicolson             | Henry Nicolson           |  |  |       |  |  |                          |  |  |                                    |  |
|                           |                          | Sylvia Fagan Nicolson             | Marjorie Winifred Nelson |  |  |       |  |  |                          |  |  |                                    |  |
| Charlène Wittstock        |                          | Sylvia Fagan Nicolson             |                          |  |  |       |  |  |                          |  |  |                                    |  |
|                           |                          | Brian James Humberstone           | Ernest James Humberstone |  |  |       |  |  |                          |  |  |                                    |  |
|                           |                          | Brian James Humberstone           | Ernest James Humberstone |  |  |       |  |  |                          |  |  |                                    |  |
|                           |                          | Brian James Humberstone           | Lilian Cecilia Paul      |  |  |       |  |  |                          |  |  |                                    |  |
| Lynette Humberstone       |                          | Brian James Humberstone           |                          |  |  |       |  |  |                          |  |  |                                    |  |
|                           |                          | Violet Openshaw                   | Charles Ernest Openshaw  |  |  |       |  |  |                          |  |  |                                    |  |
|                           |                          | Violet Openshaw                   | Charles Ernest Openshaw  |  |  |       |  |  |                          |  |  |                                    |  |
|                           |                          | Violet Openshaw                   | Alice Isabella McMaster  |  |  |       |  |  |                          |  |  |                                    |  |
|                           |                          | Violet Openshaw                   |                          |  |  |       |  |  |                          |  |  |                                    |  |